# Mayes Brook
Der Mayes Brook ist ein Wasserlauf in Greater London. Er entsteht im Goodmayes Park in Ilford und fließt in südlicher Richtung entlang der Westseite des Mayes Brook Park in Barking. Er unterquert den Barking Bypass (A13 road) und mündet in den River Roding.